# Гагарин, Евгений Григорьевич
Князь Евгений Григорьевич Гагарин (4 ноября 1811 — 1886) — русский дипломат и филантроп, действительный статский советник (1873). Представитель княжеского рода Гагариных. 

## Биография
Второй сын дипломата князя Григория Ивановича Гагарина (1782—1837) и Екатерины Петровны Соймоновой (1790—1873), брат Г. Г. Гагарина, племянник С. П. Свечиной. Родился в Петербурге, крещён 16 ноября 1811 года в Исаакиевском соборе, крестник тётки Свечиной.
Детство провёл в Италии, воспитывался в Швейцарии, в частном пансионе Феленберга, куда отец отвёз его в начале 1818 года. В 1829—1830 годах служил в российском посольстве в Париже. В 1832 году был прикомандирован к российской миссии в Баварии. Через год переведён в Вену, камер-юнкер. В середине 1830-х — чиновник Министерства иностранных дел, статский советник.

В 1838 году женился на Марии Александровне (1820—1890), дочери Александра Скарлатовича Стурдза, принадлежавшего к древнему молдавскому боярскому роду, и его жены Елизаветы Гуфеланд, дочери учёного и врача Кристофа Вильгельма Гуфеланда. По случаю их брака Тургенев писал:
С. Свечина сообщила мне о помолвке князь Евгения Гагарина с дочерью Стурдзе, семнадцатилетней, милой, благовоспитанной, приятной и на первый случай с 50 000 руб. доходом, а потом со ста пятьюдесятью и более. Графиня Эдлинг отдает все племяннице, ибо она бездетна, а у брата одна дочь.
После женитьбы князь Гагарин вышел в отставку и с женой поселился в Одессе. Покинув службу, занялся сельским хозяйством. Жил жизнью богатого сибарита. По отзывам знавших его современников был «человеком самого счастливого характера».
В 1848 году ему было позволено учредить из принадлежавшего ему в Бессарабии поместья Мансырь «заповедное княжеское имение» (майорат). Именным Высочайшим указом от 31 марта 1848 года дозволено старшему сыну его, князю Григорию Евгеньевичу Гагарину и потомкам его, которые будут владеть заповедным имением Мансырь, учреждённым дедом его, тайным советником Александром Скарлатовичем Стурдзой, именоваться князьями Гагаринами-Стурдза и принять соединённый герб обеих фамилий.
Вместе с женой Гагарин основал Одесскую Стурдзовскую богадельню сердобольных сестёр и вместе с княгиней Е. К. Воронцовой стал её попечителем в 1854 году. В 1882 году был пожалован в действительные статские советники.
Князь Е. Г. Гагарин скончался 15 (27) августа 1886 года в Одессе и был похоронен на кладбище при церкви Воскресения Христова.

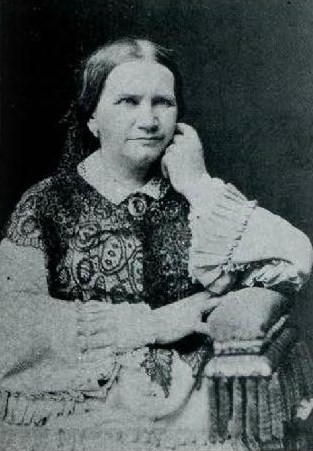
М. А. Гагарина, жена

## Дети
От брака с Марией Александровной Стурдза имел пять сыновей и двух дочерей, некоторые из которых похоронены в семейном склепе на фамильном кладбище на Среднем Фонтане (Гагаринское плато):
- Григорий Евгеньевич (1840—05.07.1903[4]), действительный статский советник, гласный Бендерского уездного земства. С 31 марта 1848 года по указу Николая I наименован князем Гагариным-Стурдза, ротмистр в отставке. Женат (с 05.11.1876, Ницца) на Ольге Михайловне Якунчиковой (1851—1916). Умер от болезни сердца в Каннах, похоронен в семейной усыпальнице при церкви Воскресения Христова близ Феодосии.
- Александр Евгеньевич (1842—1845)
- Анатолий Евгеньевич (1844—1917), действительный статский советник, правовед, с 1894 года гофмейстер. Попечитель Императорского ботанического сада в Петербурге, один из основателей Императорского общества плодоводства. Устроитель усадьбы Окна в Балтском уезде. Проживал в Одессе. В 1903 году на его участке на Екатерининской ул., 2 был построен новый доходный дом, где он и проживал. А. Е. Гагарин был женат на графине Марии Владимировне Соллогуб (1851—1917), дочери известного писателя. Отец белогвардейца А. А. Гагарина, дед актрисы М. В. Гагариной, которая в 2014 г. вышла замуж за Мишеля Леграна.
- Юрий Евгеньевич (1846—1905), камер-юнкер с 1876 года, с 1886 года — попечитель Стурдзовской общины сердобольных сестер, действительный статский советник с 1900 года. Инженер путей сообщения. Проживал в Одессе. Владелец Торгового Дома «Князь Юрий Гагарин и Ко», занимающегося поставками строительных материалов. С 1903 года контора и склад торгового дома размещались на Софиевской ул., 26[5].
- Мария Евгеньевна (1851—1924), с 1874 года была замужем за Владимиром Николаевичем Бельским (1844—1928), действительным статским советником, врачом Одесского городского управления.
- Ольга Евгеньевна (1854—?), замужем с 11 апреля 1876 года за Леонидом Николаевичем Шестаковым, который погиб в ночь на 16 июля 1894 года вместе с дочерью по пути из Ялты в Одессу при столкновении пароходов.
- Феофил Евгеньевич (1856—1894), капитан флота II-го ранга. Вместе с братом Юрием основал Черноморско-Дунайское пароходство и Торговый Дом «Князь Гагарин и К°», его сын — Е. Ф. Гагарин.

Владения одесских Гагариных находились «на обширном плато, которое возвышается над аркадийскими пляжами» Одессы; отсюда пошло название современной улицы Гагаринское Плато.